# Роман Одзержинський
Роман Владислав Одзежінский (пол. Roman Władysław Odzierzyński; 28 лютого 1892, Лемберг, Австро-Угорщина — 9 липня 1975, Лондон, Велика Британія) — польський державний і політичний діяч, генерал бригади, прем'єр-міністр уряду Польщі у вигнанні в 1950—1953 роках.
В молодості вивчав право і політичні науки у Львівському університеті. У 1919 році став доктором права. З 1910 служив в австро-угорської армії, закінчив офіцерську школу артилерії. Отримував звання підпоручика (1914), поручика (1916). З 1918 у Війську Польському в званні капітана. Брав участь в радянсько-польської війни. Пізніше Одзежинскій зробив успішну військову кар'єру, ставши в 1935 комендантом Артилерійській школи в Торуні. Брав участь в обороні Варшави в 1939 році, але після поразки та окупації країни змушений був емігрувати до Румунії, потім до Франції і Великої Британії, де командував артилерією в Польської Армії на Заході, яка брала участь у військових операціях Великої Британії, зокрема, в Іраку.
Після війни повернувся до Великої Британії, де обіймав посади міністра оборони і міністра внутрішніх справ в Уряді Польщі у вигнанні. У 1950 році змінив Тадеуша Томашевського на посаді прем'єр-міністра уряду і залишався там протягом 3 років. У 1966—1968 роках входив до складу Ради Трьох — органу, який виконував обов'язки президента Польщі у вигнанні.